# Лејквуд (Њу Џерзи)
Лејквуд (енгл. Lakewood) насељено је место без административног статуса у америчкој савезној држави Њу Џерзи.

## Демографија
По попису из 2010. године број становника је 53.805, што је 17.74 (49,2%) становника више него 2000. године.
| Група             | 2000.          | 2010.          |
| Белци             | 24.625 (68,3%) | 41.438 (77,0%) |
| Афроамериканци    | 4.415 (12,2%)  | 2.556 (4,8%)   |
| Азијати           | 345 (1,0%)     | 270 (0,5%)     |
| Хиспаноамериканци | 6.381 (17,7%)  | 9.546 (17,7%)  |
| Укупно            | 36.065         | 53.805         |